# Wilfried Schnepp
Wilfried Schnepp (* 3. Juni 1957 in Lengerich; † 14. Februar 2020 in Osnabrück) war ein deutscher Professor der Pflegewissenschaft an der privaten Universität Witten/Herdecke und Leiter des Lehrstuhls für familienorientierte und gemeindenahe Pflege. 

## Leben
Wilfried Schnepp zog nach seiner Schulausbildung von Lengerich nach Osnabrück. Von 1974 bis 1977 absolvierte Wilfried Schnepp eine Krankenpflegeausbildung an der evangelischen Ausbildungsstätte des Münsterlandes für pflegerische Berufe e. V., bis 1981 die Fachweiterbildung in der Intensivpflege an den Katholischen sozialpflegerischen Fachschulen in Osnabrück. Von 1984 bis 1987 studierte Schnepp Pflegepädagogik an der Katholischen Fachhochschule Norddeutschland, 1993 bis 1995 Nursing Science an der University of Wales und der Hogeschool van Utrecht. 1996 erhielt er den „Master of Science in Nursing“ der University of Wales. 2001 promovierte er in Utrecht zu dem Thema Familiale Sorge in der Gruppe der russlanddeutschen Spätaussiedler.
Wilfried Schnepp arbeitete nach seiner Ausbildung zunächst am Marienhospital Osnabrück in der Intensivpflege, später als Pflegerischer Leiter der Fachweiterbildungen und als Assistent der Pflegedienstleitung. An der Paracelsus-Klinik Osnabrück leitete er das Referat der innerbetrieblichen Fortbildungen. In Osnabrück lehrte er Pflegewissenschaft an der Katholischen Fachhochschule Norddeutschland, anschließend an der FH Osnabrück.
Zahlreiche Auslandsaufenthalte führten ihn nach Sibirien, wo er für die Firma EPOS Health Consultants tätig war. Auch wurde er zum Professor am Lehrstuhl für Sozialarbeit (Prof. Dr. L. Guslyakova) an der soziologischen Fakultät der Altai State University in Sibirien berufen. In Tbilissi/Georgien engagierte er sich für die Entwicklung der häuslichen Pflege. Als Gastdozent war er in den Niederlanden, Belgien und besonders in Österreich tätig.
2001 übernahm Wilfried Schnepp die kommissarische Leitung des Lehrstuhls für familienorientierte und gemeindenahe Pflege an der privaten Universität Witten/Herdecke. Am 17. November 2005 wurde er auf den gleichnamigen Lehrstuhl als Lehrstuhlinhaber berufen. Seit 2005 leitete er auch das 1997 von Ruth Schröck (1931–2023) gegründete Postgraduiertenkolleg der Universität Witten/Herdecke und überführte es 2013 in ein international anerkanntes Promotionskolleg.
Schnepp galt als Anhänger der Qualitativen Sozialforschung und Kritiker von Evidence Based Healthcare.
2005 zog Schnepp, der Vater von drei Kindern war, nach Witten. Sein Sohn ist der in Berlin lebende Fotokünstler Simon Schnepp, der zum Fotografenkollektiv Neue Langeweile zählt.
Schnepp verstarb nach kurzer und schwerer Krankheit in den frühen Morgenstunden des 14. Februar 2020 im Alter von 62 Jahren im Kreise seiner Familie.

## Publikationen (Auswahl)
Bücher:
- Wilfried Schnepp: Angehörige pflegen. Verlag Hans Huber, 2002, ISBN 3-456-83677-5.
- Wilfried Schnepp: Familiale Sorge in der Gruppe der russlanddeutschen Spätaussiedler. Verlag Hans Huber, 2002, ISBN 3-456-83823-9.
- Wilfried Schnepp, Ilsemarie Walter (Hrsg.): Multikulturalität in Pflege und Gesellschaft: Zum 70. Geburtstag von Elisabeth Seidl. Böhlau, Wien/ Köln/ Weimar 2009, ISBN 978-3-205-78400-5.

Zeitschriften:
- Wilfried Schnepp: Im Angesicht des Anderen: Schützen müssen. In: Pflege&Gesellschaft. Nr. 1, 2006, S. 61–76.
- S. Metzing, W. Schnepp, B. Hübner, A. Büscher: Die Lücken füllen und in Bereitschaft sein – Kinder und Jugendliche als pflegende Angehörige. In: Pflege&Gesellschaft. Band 11, Nr. 4, 2006, S. 351–373.